# Christianisme au Togo
 (avril 2024).
La mise en forme du texte ne suit pas les recommandations de Wikipédia : il faut le « wikifier ».
Les points d'amélioration suivants sont les cas les plus fréquents. Le détail des points à revoir est peut-être précisé sur la page de discussion.
- Les titres sont pré-formatés par le logiciel. Ils ne sont ni en capitales, ni en gras.
- Le texte ne doit pas être écrit en capitales (les noms de famille non plus), ni en gras, ni en italique, ni en « petit »…
- Le gras n'est utilisé que pour surligner le titre de l'article dans l'introduction, une seule fois.
- L'italique est rarement utilisé : mots en langue étrangère, titres d'œuvres, noms de bateaux, etc.
- Les citations ne sont pas en italique mais en corps de texte normal. Elles sont entourées par des guillemets français : « et ».
- Les listes à puces sont à éviter, des paragraphes rédigés étant largement préférés. Les tableaux sont à réserver à la présentation de données structurées (résultats, etc.).
- Les appels de note de bas de page (petits chiffres en exposant, introduits par l'outil «  Source ») sont à placer entre la fin de phrase et le point final[comme ça].
- Les liens internes (vers d'autres articles de Wikipédia) sont à choisir avec parcimonie. Créez des liens vers des articles approfondissant le sujet. Les termes génériques sans rapport avec le sujet sont à éviter, ainsi que les répétitions de liens vers un même terme.
- Les liens externes sont à placer uniquement dans une section « Liens externes », à la fin de l'article. Ces liens sont à choisir avec parcimonie suivant les règles définies. Si un lien sert de source à l'article, son insertion dans le texte est à faire par les notes de bas de page.
- La présentation des références doit suivre les conventions bibliographiques. Il est recommandé d'utiliser les modèles {{Ouvrage}}, {{Chapitre}}, {{Article}}, {{Lien web}} et/ou {{Bibliographie}}. Le mode d'édition visuel peut mettre en forme automatiquement les références.
- Insérer une infobox (cadre d'informations à droite) n'est pas obligatoire pour parachever la mise en page.

Pour une aide détaillée, merci de consulter Aide:Wikification.
Si vous pensez que ces points ont été résolus, vous pouvez retirer ce bandeau et améliorer la mise en forme d'un autre article.
 (avril 2024).

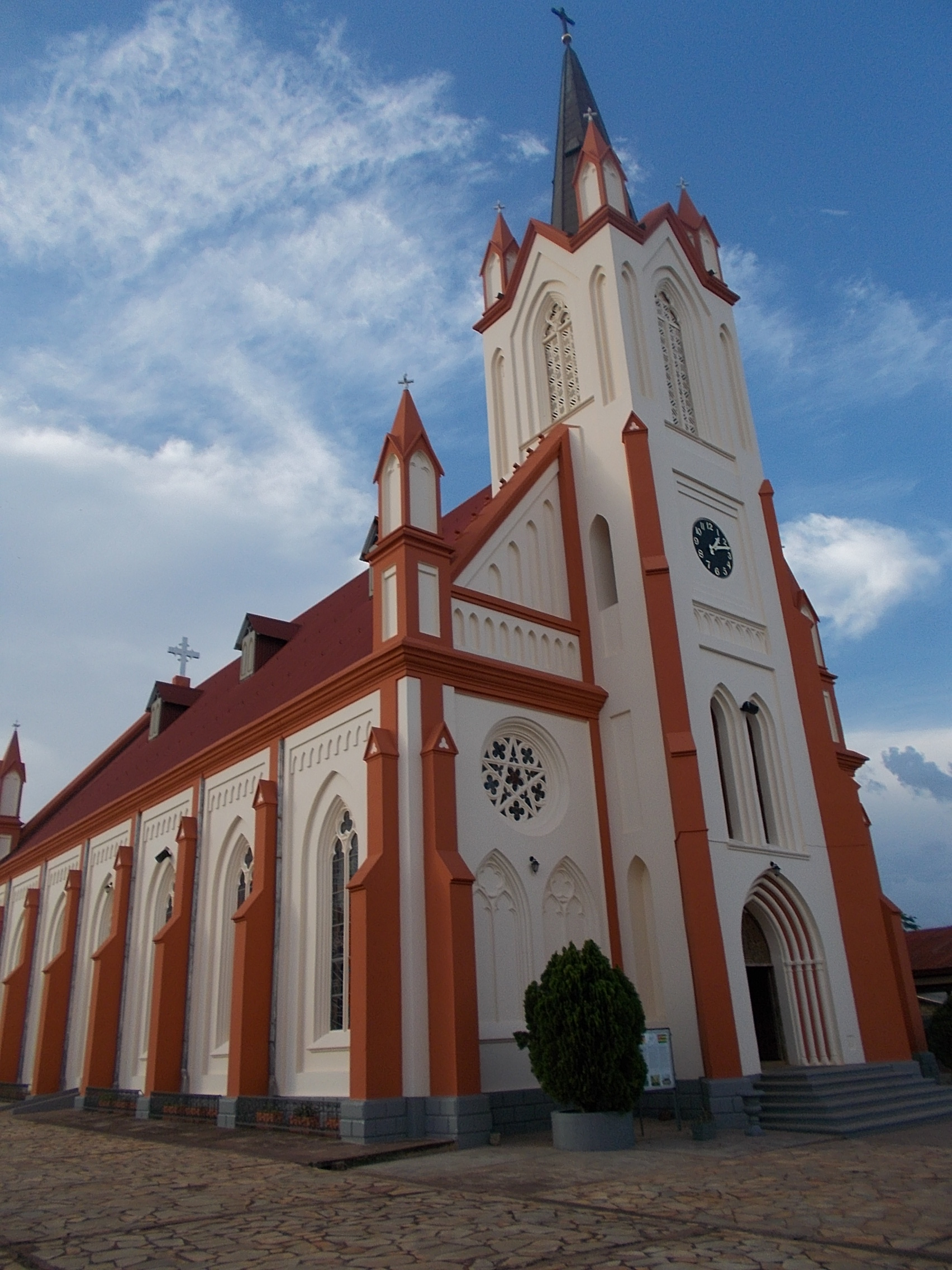
Cathédrale de Kpalimé

Le christianisme est l’une des religion principales au Togo.

## Démographie des chrétiens au Togo
En 2024, environ 29 % de la population est chrétienne.
Selon les estimations de l'université de Lomé de 2004, données les  plus récentes en la matière, la population togolaise chrétienne est composé des groupes catholiques( le plus grand groupe), avec 28% de la population totale, suivis par les protestants qui constituent 10% de la population et par  les membres d'autres confessions chrétiennes qui représentent eux aussi 10% de la population. Parmi les groupes protestants figurent les méthodistes, les luthériens, l'Assemblée de Dieu et les adventistes du septième jour ainsi que les membres de l'Église de Jésus-Christ des saints des derniers jours (mormons).
Nombre de chrétiens se livrent également à des pratiques religieuses autochtones. Il est donc difficile d'obtenir des statistiques fiables en raison des phénomènes de migration de religion.

## Histoire
Le christianisme est arrivé au Togo à travers deux types d'évangélisation : L'évangélisation protestante et l'évangélisation catholique.
L'évangélisation s'est fait en quatre périodes. La première évangélisation s'est déroulé de 1892 à 1918. C'est la période des missionnaires allemands. Les derniers missionnaires allemands sont partis en janvier 1918. Par la suite, il y a eu une période de transition de 1918 à 1921. Les Allemands étant expulsés du pays, la mission se trouvait orpheline, en raison de l'absence de missionnaires. Ces derniers venaient principalement de la "Gold coast" (Côte de l'or, l'actuel Ghana) et du Dahomey (actuel Benin). La troisième période qui va de 1921 à 1962, est celle de la deuxième évangélisation, car elle sera par d'autres types de missionnaires de la "société des missions africaines", à qui sera confiée le Togo.
À partir de 1962, a eu lieu l'ordination du premier évêque togolais. C'est le début de la quatrième évangélisation que l'on nomme "la période de l'église togolaise", car les togolais vont prendre en main l’église du Togo.

## L'influence du christianisme dans la vie sociopolitique
À la veille de l'indépendance, le 15 avril 1960, les évêques avaient publié une lettre pastorale dans laquelle ils notaient que le pays est placé "sous la haute protection de Dieu tout puissant". "Parmi tous les facteurs qui ont favorisé l'ascension du peuple togolais peut- on lire, c'est bien la civilisation chrétienne qui l'a acheminé le plus directement et le plus rapidement vers sa destinée".
L'influence chrétienne est particulièrement avérée dans le domaine de l'éducation où le christianisme est pionnier au Togo. Nombreux sont ceux et celles qui clament, avec fierté, avoir été formés dans les écoles catholiques ou évangéliques. En effet, depuis l'arrivée des missionnaires chrétiens au Togo au XIXe siècle ; ils se sont consacrés à la formation de l'élite togolaise et à la création des écoles. Le rôle principale des missionnaires chrétiens était certes l'évangélisation mais aussi la diffusion de l'alphabétisation et des valeurs morales chrétienne.